# 路德會呂明才中學

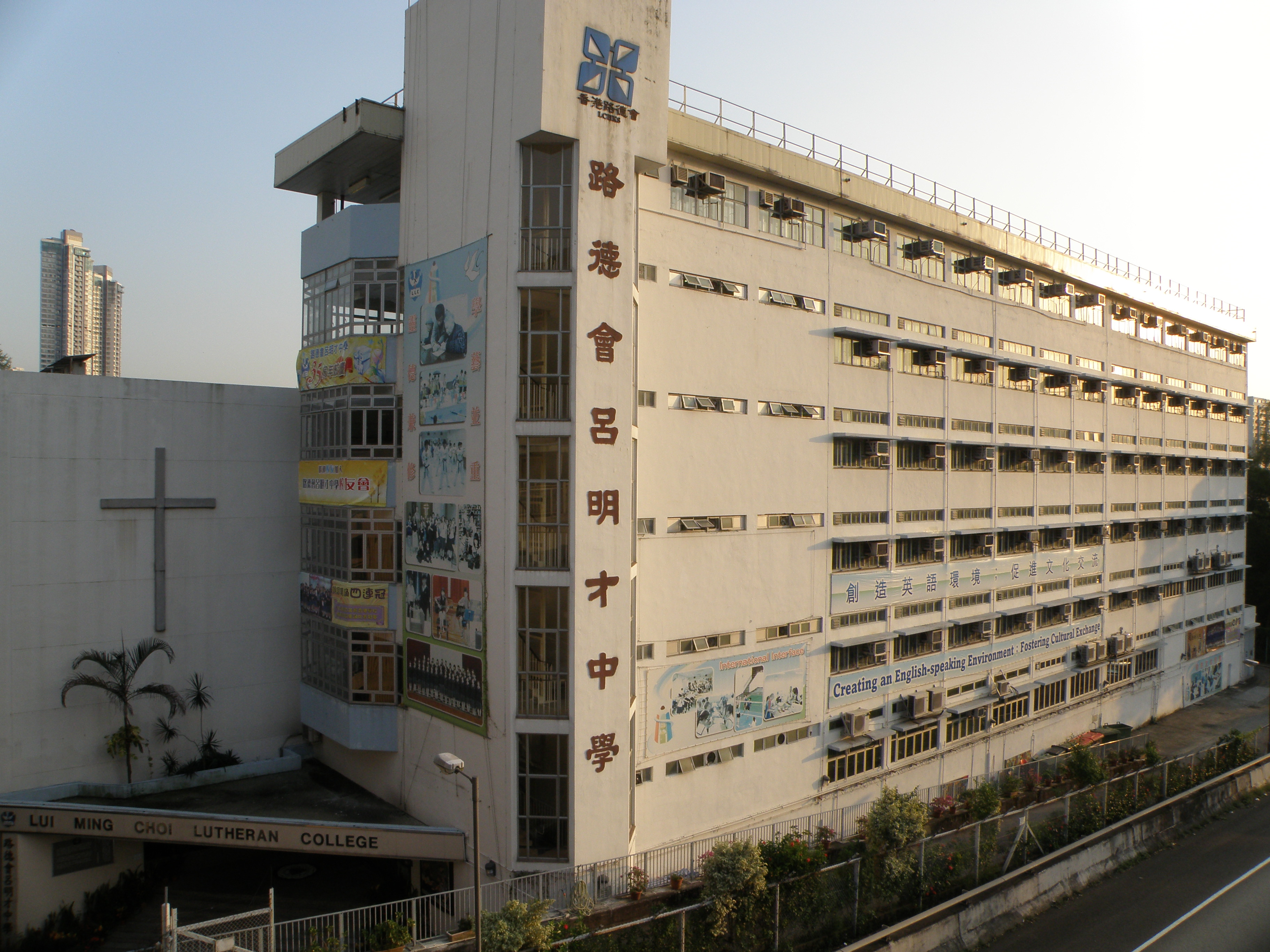
路德會呂明才中學北面

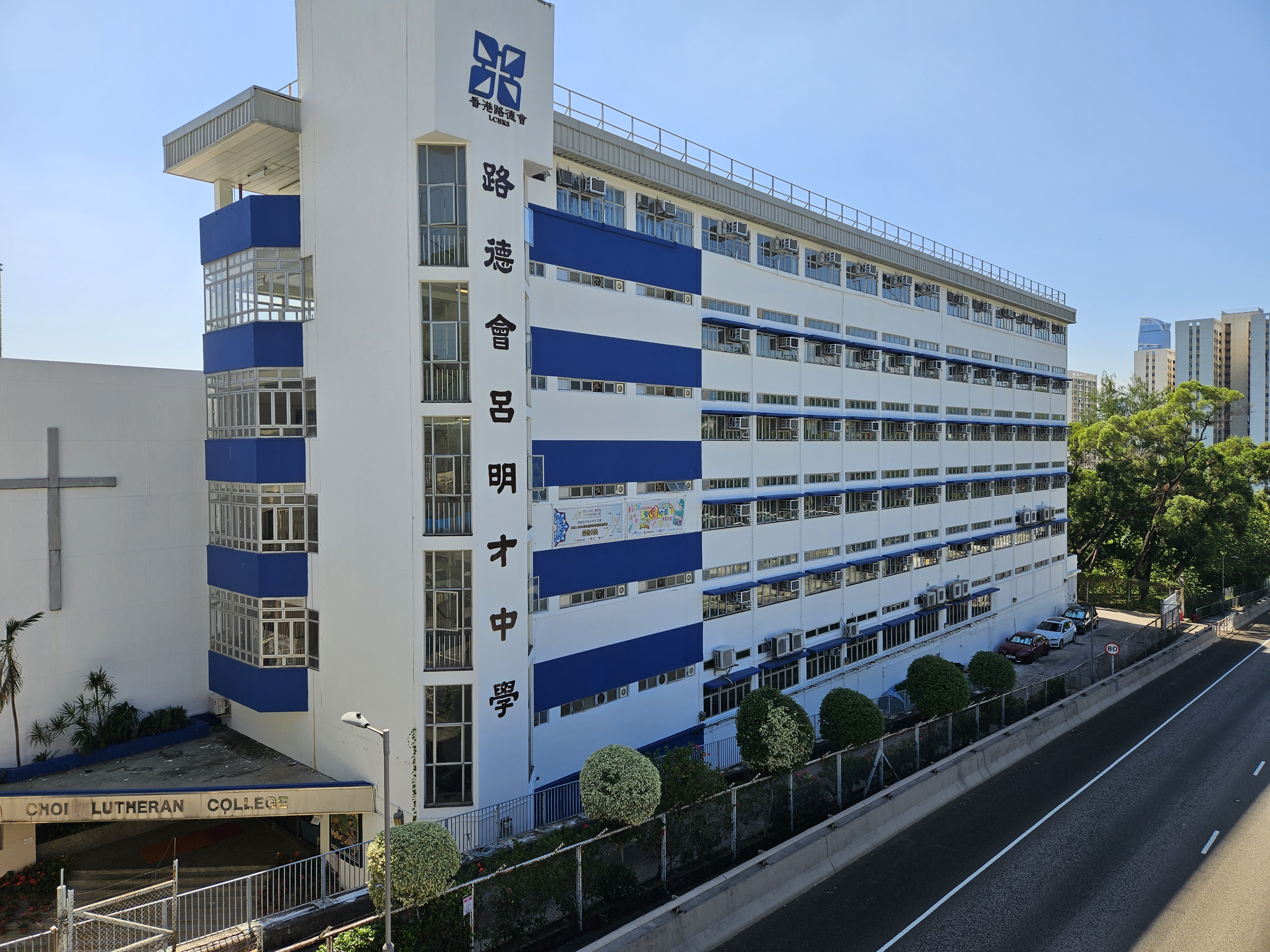
路德會呂明才中學北面（2023年）

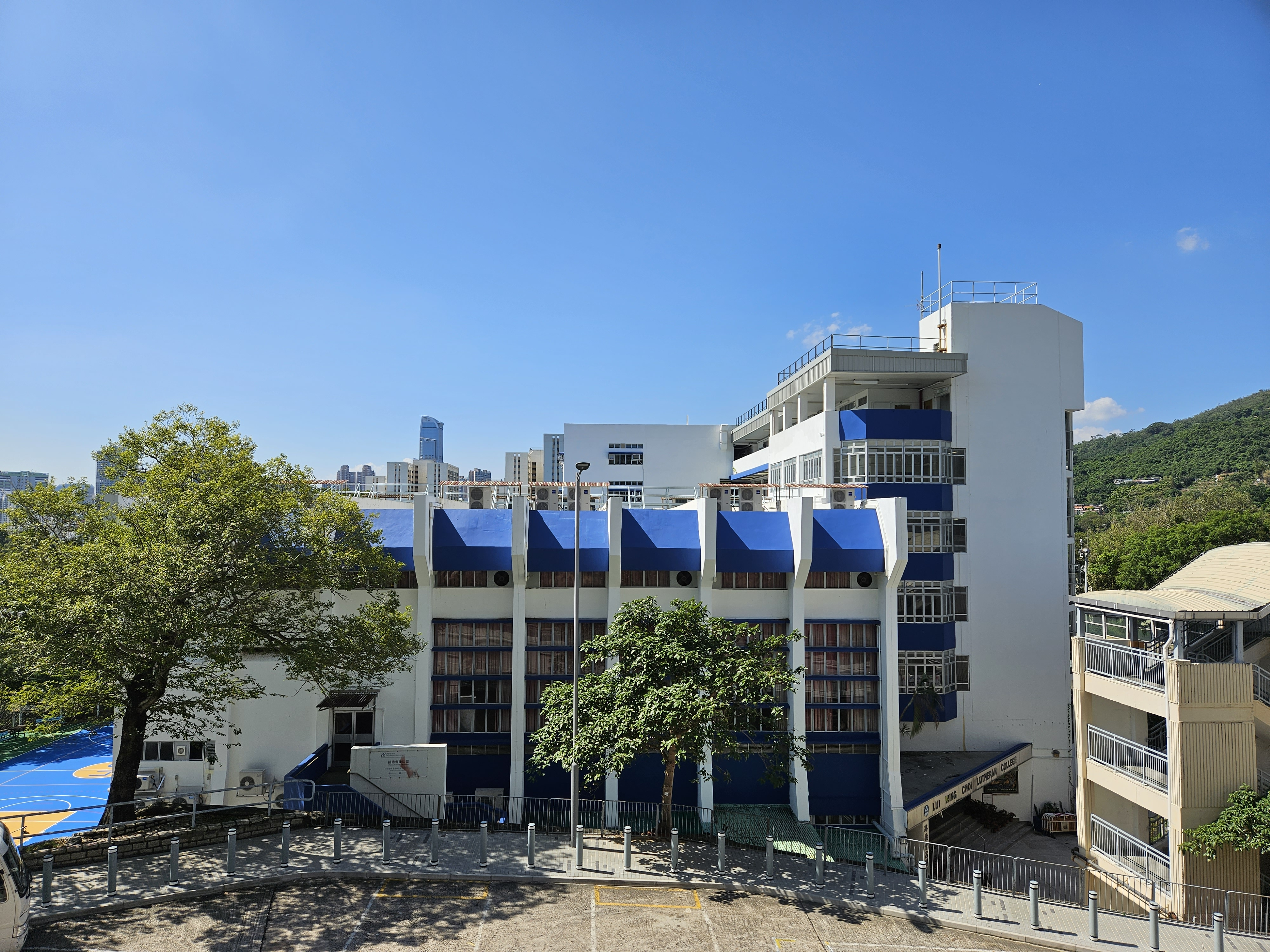
路德會呂明才中學禮堂翼

路德會呂明才中學（英語：Lui Ming Choi Lutheran College），是一所位於香港荃灣區的文法中學，於1978年創立。

## 歷史
此校於1978年創立。由於獲呂明才基金會捐助開辦費用，因而冠名。開辦首年，因永久校舍仍在興建，此校需借用他校上課，直至1979年才遷入現址。
在開辦初年，此校曾以英語授課，及後曾改為中、英文混合制。因政府自1998年起實行「母語教學」政策，但此校不符合以英語授課的標準，因此需全面改以中文授課至今。

## 歷屆行政人員

### 校監
- 呂高超 先生
- 戎子由 牧師[2]
- 馮為彰 牧師

### 校長
- 李永楨 牧師（1978年[5]-1989年，創校校長）[6][註 1]
- 林啟興 先生[2]（1989年-2012年）[註 2]
- 馬玉娟 女士（2012年起，現任校長）

## 事件
- 1989年8月，此校校方及師生向政府投訴，指出毗鄰改建中的象鼻山路將造成嚴重噪音滋擾，但政府仍堅拒先撥款為該校安裝隔音設備[7]。
- 2001年12月，警方派出臥底於此校調查學生涉黑事件。經半年調查後，共有14名學生於2002年6月尾被捕[8]。
- 2019年3月18日，中四學生肖葉濤在城門谷運動場上體育課，練習跑步時疑因心臟問題而暈倒，送院搶救後證實不治。肖氏早前因心臟問題而在校內暈倒，醫生指他不能上體育課和進行劇烈運動。[9]其母親質疑校方未有理會肖葉濤的健康狀況而導致慘劇發生。[10]

## 著名/傑出校友
- 朱茵：香港女藝人（1989年中五）[11]
- 黃智賢：香港男藝人（中三）[註 3]
- 康華：香港女藝人
- 簡慧榆：香港已故女騎師
- 張錦程：香港男藝人（1984年中五）[12]
- 阮文泰 (專家 Dickson)：100毛編輯兼藝人（2005年中七）[13]
- 馮家明：香港演藝學院電影歷史及理論研究高級講師（1989年中五）
- 陳志強：香港教育大學科學與環境學系講師 （1997年中七）[14]
- 黃耀煌：香港男藝人（2008年中五）[15]
- 嚴雅麗：香港著名Twitch直播主,前香港女子電競組合PDQ英雄聯盟電競選手
- 鄧湤鉮：網絡紅人，電影演員
- 彭敬慈：香港男演員

## 外部連結
- 路德會呂明才中學官方網站（页面存档备份，存于）